# لوئیس سالیکا
لوئیس سالیکا (انگلیسی: Louis Salica; ۱۶ نوامبر ۱۹۱۲ – ۳۰ ژانویهٔ ۲۰۰۲) بوکسور اهل ایالات متحده آمریکا بود.